# Hegedűs Péter (zenész)
Hegedűs Péter, művésznevén Peter Ogi (Budapest, 1954. május 12. – Budapest, 2019. január 1.) magyar zenész, dalszerző. A Spions együttes alapítótagja.

## Életpályája
A Bartók Béla Konzervatóriumban gitár, később zeneszerző szakon tanult. A Liszt Ferenc Zeneművészeti Akadémiát zeneszerző szakon Petrovics Emil és Kurtág György tanítványaként végezte el.
Az 1970-es évek közepén Molnár Gergellyel megalapította az első magyar punkzenekart, a Spionst. 1978-ban elhagyta Magyarországot, Párizsban és Londonban dolgozott Malcolm McLarennel, a Sex Pistols producerével. Megjelent egy kis- és egy nagylemeze. Adam Ant, Bow Wow Wow, Boy George lemezfelvételeinek a munkatársa volt.
1983-ban New Yorkba költözött. Először a Backlash nevű együttest hozta létre, Mark Ribot-val, Michael Blairrel és Greg Cohennel, akik Tom Waits, illetve John Lurie zenekarának tagjai voltak. Második zenekara a Central Europe volt.
Az 1990-es évektől ismét Magyarországon alkotott, filmzenéket szerzett (Szédülés, Zsötem) és kiadott két albumot (Songs, Blaze).

## Diszkográfia
Kislemezek
- Resistdance (1981)

Nagylemezek
- OGI (1980)
- Szédülés (1990)
- Songs (1993)
- Blaze (1994)